# Antikorruptionskampagne unter Xi Jinping
Ab Ende November 2012 lief in der Volksrepublik China eine sogenannte Antikorruptionskampagne unter Xi Jinping. Xi Jinping lancierte sie als frisch gewählter Generalsekretär der Kommunistischen Partei Chinas am 18. Parteitag der Kommunistischen Partei Chinas (KPCh). Die Kampagne gilt als Deckmantel zur „Säuberung“ des Staates von echten oder vermeintlichen Opponenten im Rahmen eines Fraktionskrieges innerhalb der Partei. Zwei Monate später bekräftigte Xi, dass nicht nur gegen „Fliegen“, sondern auch gegen mächtige „Tiger“ ermittelt werden soll. Gemeint sind sowohl einfache Funktionäre wie auch hochrangige Parteikader.
Im Fokus der Antikorruptionskampagne stehen Mitglieder der KPCh aus dem Parteiapparat, in staatlichen Behörden, der Volksbefreiungsarmee oder chinesischen Staatsunternehmen. Organisiert und koordiniert wird die Antikorruptionskampagne von der Zentralen Disziplinarkommission der Kommunistischen Partei Chinas unter Leitung des Mitglieds des Politbüros Wang Qishan.

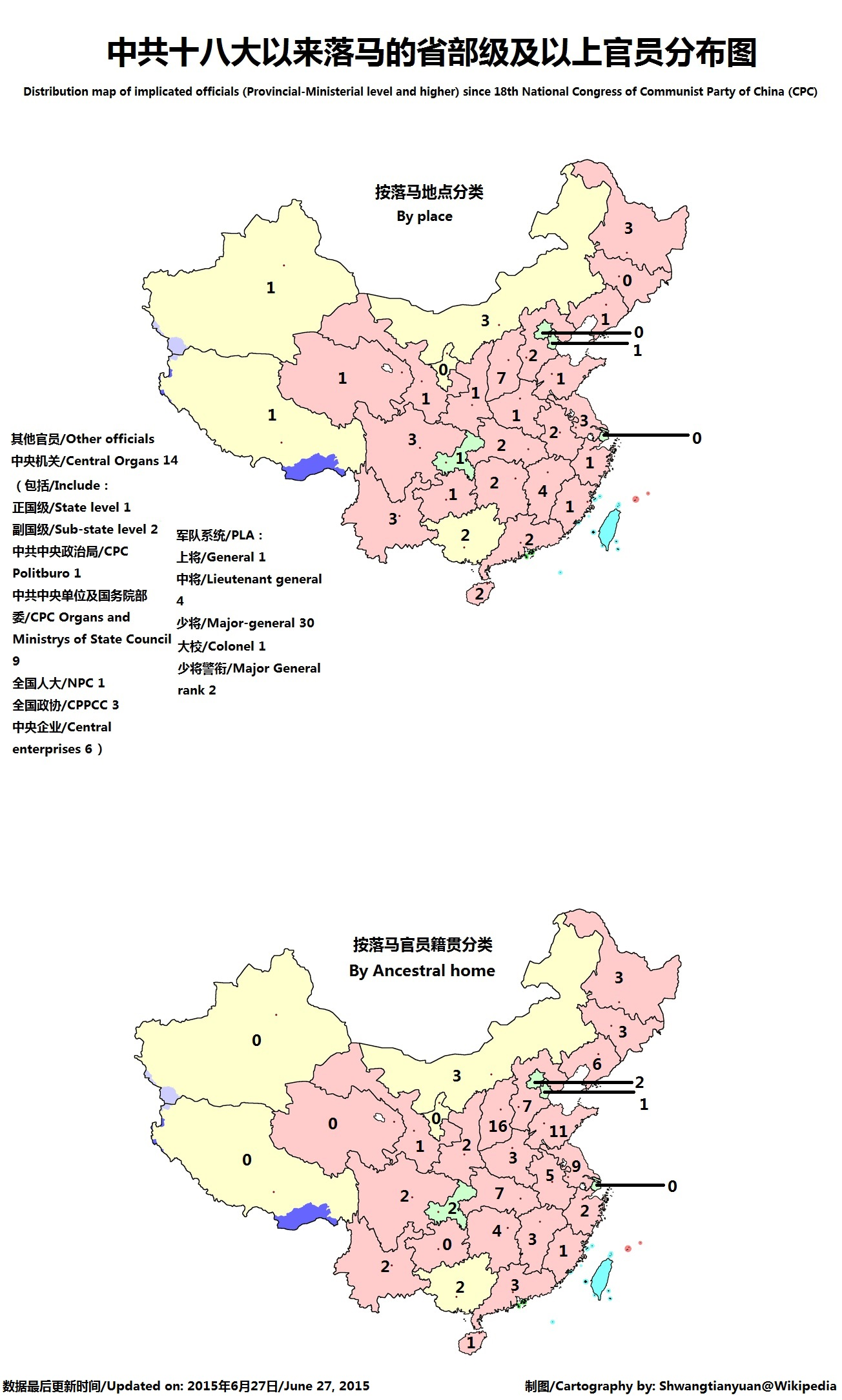
Karte über die betroffenen Verantwortlichen (Provinz-Minister-Ebene und höher) sowie deren Herkunft

## Vorgeschichte
Antikorruptionskampagnen in China werden seit Jahrzehnten regelmäßig durchgeführt. Unter dem Staatspräsidenten Hu Jintao wurde der Kampf gegen die Korruption von Parteimitgliedern ab 2006 intensiviert. Bis 2012 wurden nur vereinzelt hochrangige Kadermitglieder auf Provinz- oder Ministerialebene, wie Chen Liangyu oder Zheng Xiaoyu, zu Todes- oder Freiheitsstrafen und zum Ausschluss aus der KPCh verurteilt. Ein Wendepunkt in der Korruptionsbekämpfung stellte die Verhaftung von Bo Xilai, Mitglied des Politbüros und Parteichef von Chongqing, im März 2012 dar. Er wurde im September 2012 kurz vor Beginn des 18. Parteitages der KPCh aus der Partei ausgeschlossen und 2013 wegen Bestechlichkeit, Unterschlagung und Amtsmissbrauch zu lebenslanger Haft verurteilt.

## Maßnahmen und Motive
Xi Jinping erklärte in einer Rede, die als Plan für die Kampagne gesehen wird, dass Macht von einem Käfig an Regeln beschränkt werden müsse. Er erklärte die Notwendigkeit dazu, dass Funktionäre und Beamte es nicht wagten, nicht könnten und nicht wollten, korrupt zu werden.

### Maßnahmen
Die seit Ende 2012 laufende Antikorruptionskampagne unter Xi Jinping beinhaltet ein Bündel an Maßnahmen:
- Untersuchung und Verhängung von Disziplinarmaßnahmen (inkl. Ausschluss aus der KPCh) wegen Erfüllung von Korruptionstatbeständen. Leitende Funktionäre der KPCh können zur Rechenschaft gezogen werden wegen Vernachlässigung der Korruptionsbekämpfung in ihren unterstellten Einheiten oder Unternehmen.
- Ermittlung und Verfolgung der Vorschriften über die Parteidisziplin und des Verbots der „politischen Bandenbildung“ und zwar unabhängig vom Vorliegen eines Korruptionsverdachtes. Diese Maßnahmen werden seit 2015 schwergewichtig von der Zentralen Disziplinarkommission verfolgt.
- Überweisung bei Verdacht auf die Verletzung von Straftatbeständen gemäß chinesischem Recht an die staatlichen Ermittlungs- und Gerichtsbehörden.
- Verfolgung von Personen, die ins Ausland geflohen sind mittels internationaler Haftbefehle (Operation Sky Net).[4]

Zur Antikorruptionskampagne seit 2013 gehört, dass die staatlichen Strafverfolgungsbehörden verstärkt gegen Korruption vorgehen, die durch ausländische Unternehmen verübt wird. Neben der klassischen Bestechung von Funktionären gehören auch unzulässige Wettbewerbsbeschränkungen dazu.
Auf der sechsten Vollversammlung des 18. Zentralkomitees der KPCh im Oktober 2016 beschloss man weitere Maßnahmen zur Institutionalisierung der Kampagne. Dies war bereits aus Dokumenten ersichtlich, die dazu im Juli 2016 vorgelegt wurden und am 27. September 2016 vom Politbüro der KP Chinas zur Vorlage beim Zentralkomitee beschlossen wurden. Die parteiinterne Aufsicht über Parteimitglieder soll gestärkt werden, indem der sogenannte „demokratische Zentralismus“ gestärkt wird, wurde dazu erklärt. Dies wird als Warnung an Parteimitglieder verstanden, die durch einen „passiven Widerstand“ versuchen der Kampagne zu entweichen und auf eine andere Politik in der Zukunft hoffen. Während mit dieser Begrifflichkeit einerseits ein gemeinsamer Führungsstil herausgestellt wird, in dem höhere Funktionäre eine Vorbildfunktion für niedrige Ebenen übernehmen, wurde gleichzeitig die Einheit der Partei besonders hervorgehoben. Xi Jinping gilt nach dem Beschluss des Plenums des ZKs als Kern der Partei, an dem sich alles ausrichten soll.
Ab dem 17. Oktober 2016 wurde eine achtteilige Fernsehserie vom staatlichen Fernsehsender CCTV ausgestrahlt, die dieser in Zusammenarbeit mit der Disziplinarkommission produziert hatte. In der Serie, deren englischer Titel Always on the Road (dt. Immer auf der Straße) lautet, werden die Fälle von wegen Korruption verurteilten Beamten dargestellt, wobei der Titel so gedeutet wird, dass diese Kampagne nicht zu stoppen ist. Einige der Verurteilten kommen in der Serie selbst zu Wort, wie etwa Bai Enpei, der frühere Parteichef von Yunnan oder der ehemalige stellvertretende Parteichef von Sichuan Li Chuncheng. Zu den Fällen von Bo Xilai und Zhou Yongkang werden Ausschnitte aus deren Gerichtsverhandlungen gezeigt. Die Serie wird von Beobachtern als vergleichsweise sehr wirkungsvolles Dokument im Kampf gegen die Korruption angesehen und als Unterstützung der darauf folgenden Vollversammlung des Zentralkomitees gewertet.
Bei der zehnten Inspektion von 32 Staats- und Parteiorganisationen fand die Antikorruptionsbehörde ab Juni 2016 weiterhin Verstöße gegen die Regeln, die die Verschwendung von Mitteln und Gewährung von Privilegien im alltäglichen Betrieb der Organisationen einschränken sollen. Es wurde weiterhin bemängelt, dass die Parteiführung an einigen Stellen sehr schwach sei und dass Disziplinarmaßnahmen nur sehr schwach angewendet wurden. Es wurde daher eine striktere Parteiführung verlangt.
Bis Ende Oktober 2016 wurde kein Urteil mit einer sofortigen Todesstrafe gegen die bis dahin verurteilten 80 hochrangigen Funktionäre gefällt. Es wurden nur Todesstrafen mit Bewährung für zwei Jahre verhängt. Diese Praxis wurde als eine scheinbare Regel für hochrangige Funktionäre kritisiert. Experten verteidigten sie jedoch mit dem Hinweis, dass die Todesstrafe die Korruption nicht eindämmen könne und das man mit Rücksicht auf das Recht auf Leben entsprechend internationaler Normen verfahre. Das Urteil einer Todesstrafe auf Bewährung, dass in eine lebenslange Haftstrafe ohne Aussicht auf Begnadigung umgewandelt werden kann, habe den Verurteilten bereits das Gefühl gegeben, dass es schlimmer sei zu leben als zu sterben, wurde erklärt.
Am 20. Januar 2017 wurde eine vorläufige Verordnung veröffentlicht, laut der die Verfahren durch die Zentrale Disziplinarkommission in höchstens 90 Tagen abgeschlossen werden sollen. Nur in Ausnahmefällen ist eine Verlängerung um weitere 90 Tage möglich. Die von der Untersuchung betroffenen Personen seien weiterhin als „Genosse“ anzusprechen, um ihre Rechte als Parteimitglieder zu wahren. Die betroffene Person hat Anrecht auf Anhörung vor der Untersuchungskommission, sowie auf Erholungspausen, Ernährung und medizinische Versorgung während der Untersuchung. Beleidigungen, Erniedrigung oder körperliche Strafen sind während der Befragungen verboten. Alle Befragungen müssen auf Video aufgezeichnet werden, um Folter zur Erpressung von Geständnissen auszuschließen. Die Verordnung wurde kritisiert, weil die Praxis der „Shuanggui“ darin nicht erwähnt wird. Die Shuanggui erlaubt als nicht gesetzlich geregeltes Verfahren einen langfristigen nicht zeitlich begrenzten Arrest der betroffenen Person und wird als Verletzung der persönlichen Freiheit angesehen.
Am 9. Oktober 2017 fand die achte Plenarsitzung der Antikorruptionskommission statt, auf der der Bericht zur Vorlage auf der siebten Plenarsitzung des 18. Zentralkomitees und dem 19. Parteitag der Kommunistischen Partei Chinas vorgestellt wurde. Wang Qishan, der Sekretär der Antikorruputionskommission erklärte, dass die Kampagne die größte, effektivste und einflussreichste Maßnahme dieser Art in der Geschichte sei. Nach einer Erhebung der nationalen Statistikbehörde waren 2016 92,9 % der Menschen mit der Kampagne zufrieden, was ein Anstieg um 17,9 % gegenüber 2012 bedeutet. Es wurde erklärt, dass die Kampagne auch in den nächsten fünf Jahren ihr Ziel nicht aus den Augen verlieren werde und sowohl „Fliegen“, wie auch „Tiger“ untersucht würden.

### Motive
Die Antikorruptionskampagne unter Xi Jinping soll zur Stärkung der Glaubwürdigkeit der KPCh, der Regierung und der Verwaltung führen. Eine Ambivalenz ergibt sich dadurch, dass mit dem Ausschluss hochrangiger Funktionäre der KPCh und Generälen der Volksbefreiungsarmee, die politische  Machtposition von Xi Jinping massiv gestärkt wurde. Ermittelt die Zentrale Disziplinarkommission, so gibt es kein Recht auf ein faires Verfahren. Ihr unter Ausschluss von Justiz und Öffentlichkeit durchgeführtes Ermittlungsverfahren ermöglicht persönliche Abrechnungen und machtpolitisch motivierte Ausschaltung Andersdenkender.
Der stellvertretende Leiter der Zentralen Disziplinarkommission Wu Yuliang erklärte dazu, dass es in der Kampagne keine politischen Motive gäbe, politische Gegner auszuschalten. Wu betonte, dass die Untersuchung in Übereinstimmung mit den Richtlinien der Partei erfolge und dass dementsprechende Parteistrafen verhängt würden. Die Justiz ihrerseits behandele die Bestrafung entsprechend dem Gesetz. Diese Äußerungen wurden von anderen chinesischen Beobachtern unterstützt, die den westlichen Medien vorwarfen, auf der Grundlage einer Verschwörungstheorie zu handeln. Es wurde auch geurteilt, dass Medienberichte über eine politische Reinigung die Partei zu diffamieren suchten und nicht uneigennützig erfolgten. Als Basis für derartige Behauptungen wurden Gruppen von Funktionären angeführt, die sich aus wirtschaftlichen Interessen zusammengeschlossen hätten. Diese Gruppen wollten die Kampagne ausschalten, hieß es.

## Auswirkungen
Über 100 hochrangige Funktionäre aus höchsten Parteiämtern oder den Provinzministerien wurden ihres Amtes enthoben und meistens ebenfalls aus der Partei ausgeschlossen. Hunderttausende von Funktionären, Beamten oder Staatsangestellten in tieferen Hierarchiestufen wurden bestraft. Die Suizide von Parteimitgliedern, gegen die Ermittlung erhoben wurden, nahmen anscheinend zu.
Bis Mitte 2015 wurden Vermögenswerte in der Höhe 38,7 Milliarden Yuan (ungefähr 6 Milliarden Euro) von Personen eingezogen, die wegen Korruption bestraft wurden.
In den ersten drei Jahren und neun Monaten der Kampagne bis Oktober 2016 wurde ein Strafermittlungsverfahren gegen eine Million Parteimitglieder wegen „Verstößen gegen die Parteidisziplin“ von der zentralen Disziplinarkommission bei der Staatsanwaltschaft beantragt. Weitere 708.000 ähnliche Fälle, in denen gegen etwa eine Million Parteimitglieder ermittelt wurde, wurden von der Kommission eingestellt.
Von Dezember 2012 bis August 2016 wurden die Fälle von 187.409 Parteifunktionären wegen Displinarverstößen untersucht. Davon wurden 7.682 Fälle bis Ende 2013, 23.646 Fälle im Jahr 2014, 33.966 Fälle im Jahr 2015 und 26.609 Fälle bis Ende August 2016 bearbeitet. In diesen Fällen kam es bei 91.913 Vorfällen zu einer Bestrafung. Nach Rang wurden 84.068 Funktionäre auf Stadtebene oder ähnlicher Rangstufe, 6903 Funktionäre auf Landkreisebene oder ähnlicher Rangstufe, 927 Funktionäre auf der Rangstufe eines Bürgermeisters oder ähnlicher Rangstufe und 15 Funktionäre auf der Rangstufe eines Provinzleiters bestraft. Bei der Art der Verstöße wurden 26.172 Fälle von Missbrauch von Dienstfahrzeugen für persönliche Fahrten oder zu teurer Ausstattung von Dienstfahrzeugen geahndet, 13.826 Verstöße betrafen die Ausgabe von Geld an Angestellte über das erlaubte Maß hinaus. In 12.934 Fällen wurden übergebührlich teure Hochzeiten oder Beerdigungen bemängelt und in 11.015 Fällen wurden Geschenke angenommen. In 9.978 Fällen wurde öffentliche Gelder für private Mahlzeiten ausgegeben.
2017 wurden mehr als 159.000 Personen wegen Korruption und Verstößen gegen die Parteidisziplin bestraft, gab die Disziplinarkommission bekannt.
Im März 2018 wurde der ehemalige Stellvertretende Bürgermeister von Lüliang Zhang Zhongsheng wegen der Annahme von Bestechungsgeldern und der Annahme von Vorteilen mit schweren Auswirkungen auf die örtliche Wirtschaft zum Tode ohne Aufschub als Bewährungsmöglichkeit verurteilt. Zhang wurden 18 Fälle von Bestechung vorgeworfen, in denen er von 1997 bis 2013 eine Gesamtsumme von 1,04 Milliarden RMB erhalten haben soll. Zhang setzte sein Verhalten auch nach dem 18. Kongress der Kommunistischen Partei 2012 fort. Die Strafe sei wegen der außergewöhnlich großen Summe der Bestechungsgelder, aber auch als Abschreckung verhängt worden, hieß es. Das Urteil eines Gerichts in der Provinz Shanxi muss noch vom Obersten Volksgerichtshof bestätigt werden, bevor es vollstreckt werden kann.
Da viele Funktionäre durch den Wegfall von Nebeneinkünften ein erheblich geringeres Gesamteinkommen als vorher bekommen, ist ihre Arbeitsmotivation stark gesunken, denn sie sahen diese Zusatzeinkünfte als eigentlichen Anreiz ihrer Arbeit an.

### Personen, gegen die im Rahmen der Kampagne ermittelt wurde (Auswahl)
- Bo Xilai, in erster Instanz verurteilt am 22. September 2013, vom Berufungsgericht am 25. Oktober 2013 bestätigt. Bis 2012 war er Mitglied des Politbüros und Parteichef von Chongqing.
- Zhou Yongkang, verurteilt am 11. Juni 2015. Bis 2012 war er oberster Sicherheitschef und Mitglied des Ständigen Ausschusses des Politbüros.[19]
- Xu Caihou, verhaftet am 30. Juni 2014 und in der Untersuchungshaft verstorben. Er war General und von 2007 bis November 2012 Mitglied des Politbüros der KPCh.[20]
- Ling Jihua, verurteilt am 4. Juli 2016. Er war enger Vertrauter des früheren Präsidenten Hu Jintao und leitete das Generalbüro des Zentralkomitees.[21]
- Guo Boxiong, verurteilt am 25. Juli 2016. Er war General und von 2002 bis 2012 Vize-Vorsitzender der Zentralen Militärkommission.[22]
- Jiang Jiemin, verhaftet am 16. Februar 2015. Von 2006 bis zum März 2013 war er Chef der China National Petroleum Corporation und anschließend Leiter der chinesischen Aufsichtsbehörde über die hundert größten chinesischen Staatsunternehmen.[23]

### Nebenwirkungen auf die Wirtschaft
Die Antikorruptionskampagne wirkt sich auf die chinesische Binnenwirtschaft aus:
- der Import und Verkauf von Luxusgütern (insbesondere Dienstwagen der Oberklasse, teure Uhren oder Schmuck) nahm ab 2013 ab.[24]
- der Umsatz in den Spielcasinos in Macau brach aufgrund des Rückgangs des Spielbesuchs von reichen Parteifunktionären ab Mitte 2014 massiv ein.[25]